# Phaethornis yaruqui
Phaethornis yaruqui là một loài chim trong họ Trochilidae.